# نوریس باودن
نوریس باودن (انگلیسی: Norris Bowden؛ ۱۳ اوت ۱۹۲۶ – ۹ آوریل ۱۹۹۱) اسکیت‌باز نمایشی، و رقصنده روی یخ اهل کانادا بود.